# 균형의 안정성
균형의 안정성은 균형에서 벗어난 가격이 원래의 균형으로 돌아오려는 성질을 말한다.
균형이 돌아오는 경우에는 그 균형을 안정적이라고 하며, 균형에서 계속 멀어지는 경우에는 불안정적이라고 한다. 이때 돌아오고 오지 않고의 여부만 고려하여 안정성을 논하는 경우에는 정적 안정성이라고 하며 이와 달리 시간 경로에 관심을 두는 경우에는 동적 안정성이라고 한다.
시장에서 수요가 높아지면 가격이 올라가고 반대로 공급이 높아지면 가격이 낮아진다. 이때 지나친 수요와 공급으로 인한 경제의 불균형은 가격이 변하는 과정을 통해 해결된다는 것을 레옹 발라스의 견해라고 하여 발라스적 조정과정이라고 불린다. 그런데 주택시장의 경우 주택을 짓는 데 상당한 시간이 소요되므로 공급량이 변화하는 속도는 느리다. 이런 성격을 갖는 시장에 불균형이 생길 때는 가격이 아닌 생산량의 변화가 균형을 만들게 된다. 알프레드 마셜은 가격이 아닌 생산량의 변화가 조정의 역할을 한다고 보았는데 이는 가격이 변하는 속도에 비해 공급이 변하는 속도가 매우 느리다고 보았기 때문이다. 따라서 위의 조정 과정은 마셜적 조정과정이라고 불린다. 후에 폴 새뮤얼슨은 정적 안정성 이론을 세 가지 원리로 정의했다. 경제 변수들을 최대화시키거나 최소화 시키는 방법으로 균형을 갖춘다는 가설과 수요와 공급의 균형점은 안정적이라는 가설, 특정한 양의 정보만을 경제 주체들이 이용한다는 가설이었다. 후에 켈빈 랭카스터, W. M. 고먼이 정량적인 정보(qualitative information)를 기초로 하여 정적 안정성적인 결과가 얻어질 수 있도록 필수적인 조건을 설정했다.
경제학에서 동적(dynamic)이라는 것은 시간이라는 요소가 고려된다는 뜻이다. 이때 시간을 연속적이거나 단속적인 것으로 파악하는데, 시간이 연속적으로 흐르기는 하지만 분석할 때의 편의를 위해 단속적인 것으로 파악하기도 한다. 마셜은 앞서 가격의 조정속도에 비해 공급의 조정속도가 매우 느리다고 보았다. 농산물 시장의 경우에도 한 기간이 지난 후에야 반응할 수 있는데, 1년 동안 농작물의 공급량은 미리 정해져 있기 때문에 가격을 보고 공급량을 바꾸기 위해선 다음 해 농사가 시작되는 기간까지 기다려야 하기 때문이다. 이때 균형에 따라 공급량을 조정하는 방법을 통해 가까워져 가는데 이 과정이 거미가 집을 짓는 방법과 유사하다 하여 거미집 모형이라고 한다.

## 참고 문헌
- J, Tinbergen (1941). “Unstable and Indifferent Equilibria in Economic Systems”. 《Review of the International Statistical Institute》 (International Statistical Institute) 9. JSTOR 1400943.
- 이준구 (2008년 7월 20일). 《미시경제학》. 법문사.
- James, Quirk; Richard, Ruppert (1965). “Qualitative Economics and the Stability of Equilibrium”. 《The Review of Economic Studies》 (Oxford University Press) 32. JSTOR 2295838.